# Wadlew
Wadlew is een dorp in het Poolse woiwodschap Łódź, in het district Bełchatowski. De plaats maakt deel uit van de gemeente Drużbice en telt 470 inwoners.